# Augustine Madathikunnel
Augustine Madathikunnel (* 9. Juli 1963 in Koolivaya, Kerala) ist ein indischer römisch-katholischer Geistlicher und Bischof von Khandwa.

## Leben
Augustine Madathikunnel studierte Philosophie und Theologie am Priesterseminar St. Charles in Nagpur. Er empfing am 18. April 1994 das Sakrament der Priesterweihe für das Bistum Khandwa.
Nach der Priesterweihe war er zunächst in der Pfarrseelsorge tätig und anschließend ein Jahr lang persönlicher Sekretär des Bischofs und Lehrer. Von 1997 bis 1999 studierte er in Rom Moraltheologie an der Päpstlichen Akademie Alfonsiana und erwarb das Lizenziat. Nach der Rückkehr in sein Heimatbistum war er erneut bischöflicher Sekretär. Von 2000 bis 2010 war er Rektor des St. Pius Seminary und Schulleiter. Von 2010 bis 2018 war er erneut bischöflicher Sekretär sowie Diözesanökonom. Von 2018 bis 2021 war er Pfarrer der Pfarrei St. Anne. Ab Oktober 2021 verwaltete er das Bistum Khandwa während der Sedisvakanz als Diözesanadministrator.
Papst Franziskus ernannte ihn am 17. Februar 2024 zum Bischof von Khandwa. Sein Amtsvorgänger Arockia Sebastian Durairaj SVD, Erzbischof von Bhopal, spendete ihm am 21. März desselben Jahres die Bischofsweihe. Mitkonsekratoren waren der Bischof von Lucknow, Gerald John Mathias, und der emeritierte Bischof von Indore, Chacko Thottumarickal SVD.